# جيني بورتر باريت
جيني بورتر باريت (بالإنجليزية: Janie Porter Barrett)‏ (كنيتها قبل الزواج بورتر) (9 أغسطس 1865 – 27 أغسطس 1948) كانت مصلحة اجتماعية أمريكية، ومعلمة، وعاملة في مجال الرعاية الاجتماعية. أسست مدرسة فيرجينيا الصناعية للبنات ذوات البشرة الملونة، وهي مركز إعادة تأهيل رائد للأحداث الجانحات الإناث الأمريكيات من أصول أفريقية. كانت أيضًا مؤسسة اتحاد ولاية فيرجينيا لنوادي النساء ذوات البشرة الملونة.

## طفولتها
ولدت باريت في أثينز، جورجيا، في التاسع من أغسطس 1865. كانت أمها سابقًا من الرقيق. اسم والد باريت غير معروف، ولكن يعتقد بأنه من العرق القوقازي (ذو بشرة بيضاء) بسبب لون بشرة باريت الفاتح.
وظف آل سكينر -وهم عائلة من العرق القوقازي- أم باريت خادمةً مقيمةً وخياطةً. دلل آل سكينر باريت وعلموها مع أطفالهم. وبالإضافة إلى تعلمها الأدب والرياضيات، كانت باريت على تماس مع أشخاص مرفهين وعلى سوية عالية. كانت طفولتها مميزة عن نظرائها من المجتمع الأمريكي-الأفريقي حينذاك.
تزوجت أم باريت عاملًا في السكك الحديدية وعاشت معه خلال عملها لدى آل سكينر، ولكن باريت بقيت تعيش عندهم. أرادت السيدة سكينر أن تصبح الوصية الشرعية عليها لتستطيع إرسالها إلى مدرسة في شمال الولايات المتحدة الأمريكية حيث يمكن لباريت أن تعيش كشخص أبيض. لم توافق جوليا على هذه الخطة وأرسلت باريت إلى معهد هامبتون في هامبتون، ولاية فيرجينيا، حيث عاشت كشخص أسود في بيئة للسود.
لم تكن باريت قد عاشت قط بين الأمريكيين ذوي الأصول الأفريقية قبل دراستها في معهد هامبتون. وكذلك فقد اضطرت لأداء أول عمل يدوي في حياتها في المعهد. ركز معهد هامبتون على التعليم المهني، وكانت النساء تدرب في الأخلاق والأعمال المنزلية تحضيرًا لهن لحياة مهنية كزوجات وربات بيوت. تأقلمت باريت تدريجيًّا مع النظام في المعهد وتأثرت بشكل خاص برواية عن امرأة مثقفة ومتميزة تشبهها كرست حياتها للخدمة المجتمعية. في أثناء وجودها في هامبتون، بدأت بالتطوع للمشاريع المجتمعية التي ساعدت الناس. تدربت باريت كمدرسة للمرحلة الابتدائية في المعهد. علمها المعهد مدارس «في حب العرق، وحب الناس، وحب الوطن»، غارسًا فيها قيم الوطنية والغيرية، وحسًّا بالواجب تجاه بني عرقها.

## حياتها المهنية
تخرجت باريت من معهد هامبتون في عام 1885. عملت مدرسةً في مدرسة ريفية في داوسون في ولاية جورجيا، ثم عملت في معهد لوسي كرافت ليني العادي والصناعي في أوغوستا في ولاية جورجيا. قدمت حصصًا درسيةً ليليةً في معهد هامبتون من عام 1886 وحتى 1889. في عام 1889 تزوجت هاريس باريت، أمين الصندوق والمحاسب في المعهد. أنجبا أربعة أطفال.

### مركز شارع لوكوست للخدمة الاجتماعية
بدأت باريت بعد وقت قليل من زواجها بإقامة دار غير رسمي لرعاية الأطفال وإعطاء دروس في الحياكة في منزلها في هامبتون. بدأت الدروس تنمو تدريجيًّا إلى نادٍ حاول تحسين كل من الحياة المنزلية والمجتمعية. نظم رسميًّا باسم مركز شارع لوكوست للخدمة الاجتماعية في أكتوبر 1890. كان أول منظمة خدمة اجتماعية للأمريكيين من أصول أفريقية في الولايات المتحدة.
في عام 1902 بنى آل باريت بناءً مستقلًّا على العقار الخاص بهم لاستضافة نشاطات المركز الاجتماعي المتعددة، والتي شملت الأندية، والأنشطة الترفيهية، وحصص المهارات المنزلية. تلقوا دعمًا من طلاب معهد هامبتون وطاقمه التدريسي، الذين وجدوا بدورهم عدة متبرعين -كان معظمهم من شمال الولايات المتحدة - لتمويل المركز. بحلول عام 1909 كان لدى المركز نوادٍ للأطفال والنساء والعجزة. أشرفت لجان على هذه النوادي وركزت باريت جهودها على المناسبات السنوية الكبيرة.